# Моначи (Лече)
Моначи (итал. Monaci) је насеље у Италији у округу Лече, региону Апулија.
Према процени из 2011. у насељу је живело 10 становника. Насеље се налази на надморској висини од 129 м.